# Sardża Szarkijja
Sardża Szarkijja (arab. سرجة شرقية) – wieś w Syrii, w muhafazie Idlib. W 2004 roku liczyła 473 mieszkańców.